# Phyllanthus racemigerus
Phyllanthus racemigerus är en emblikaväxtart som beskrevs av Johannes Müller Argoviensis. Phyllanthus racemigerus ingår i släktet Phyllanthus och familjen emblikaväxter.
Artens utbredningsområde är Venezuela. Inga underarter finns listade i Catalogue of Life.